# Wittes
Wittes (Nederlands, verouderd: Witteke) is een gemeente in het Franse departement Pas-de-Calais (regio Hauts-de-France). De gemeente maakt deel uit van het arrondissement Sint-Omaars. Wittes telde op 1 januari 2022 985 inwoners.

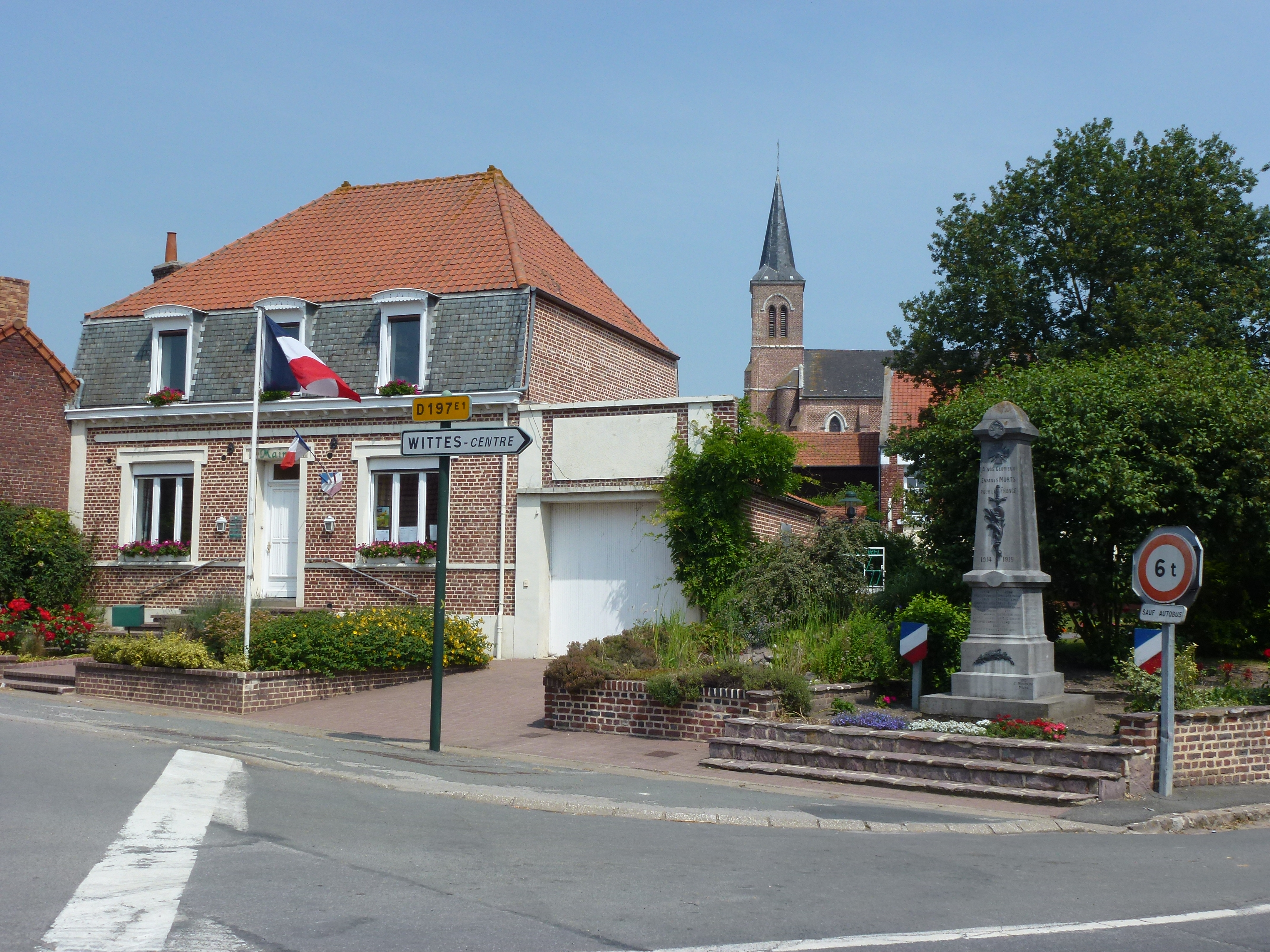
Dorpscentrum

## Naam
De spelling van de naam van het dorp heeft door de eeuwen heen gevarieerd. Chronologisch heette het achtereenvolgens: Witteke (1091), Witeka (1207), Witeke (1294), Wikete (1299), Viteke (1300), Vyteke  en Wytre (1302), Witteque (1306), Wikete (1308), Wickete (1319), Witeque (1321), Wisquettes (1370), Witres en Wisteque (XIV eeuw), Wicquette (1400), Witke (1439), Wique (1469), Wiestres (1517), Witque (1560), Vuicte (1591), Wiete (1739), Wiettes (1762), Wittres en Wiette (XVIII eeuw), Wicques-lez-Aire (1779) en Wittes (sinds 1789). Hierna kreeg en behield het zijn huidige naam en spellingswijze.

## Geschiedenis
De heerlijkheid van Wittes hing in de middeleeuwen af van het kasteel van Béthune, later van Aire, maar ook van de Abdij van Blendecques. 
Op het eind van het ancien régime werd Wittes een gemeente. In 1822 werd buurgemeente Cohem opgeheven en aangehecht bij Wittes.

## Geografie
De oppervlakte van Wittes bedroeg op 1 januari 2022 3,92 vierkante kilometer; de bevolkingsdichtheid was toen 251,3 inwoners per km². Door Wittes loopt het riviertje de Melde. Door het oosten van de gemeente loopt de Nieuwegracht. Het dorpscentrum van Wittes ligt in het oosten van de gemeente; in het westen ligt het dorpje Cohem.

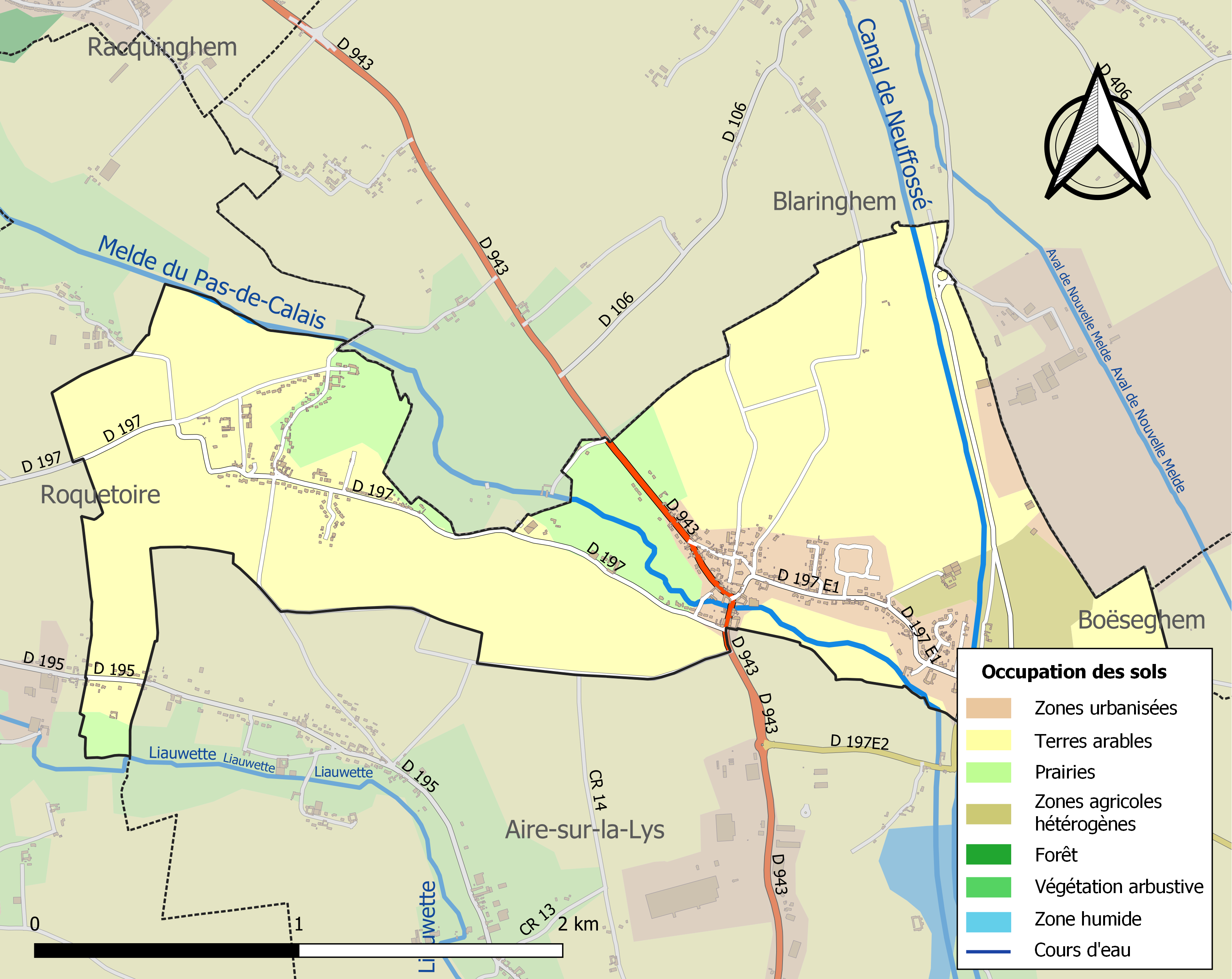
Kaart van de gemeente met belangrijkste infrastructuur, bodemgebruik en omliggende gemeenten

## Bezienswaardigheden

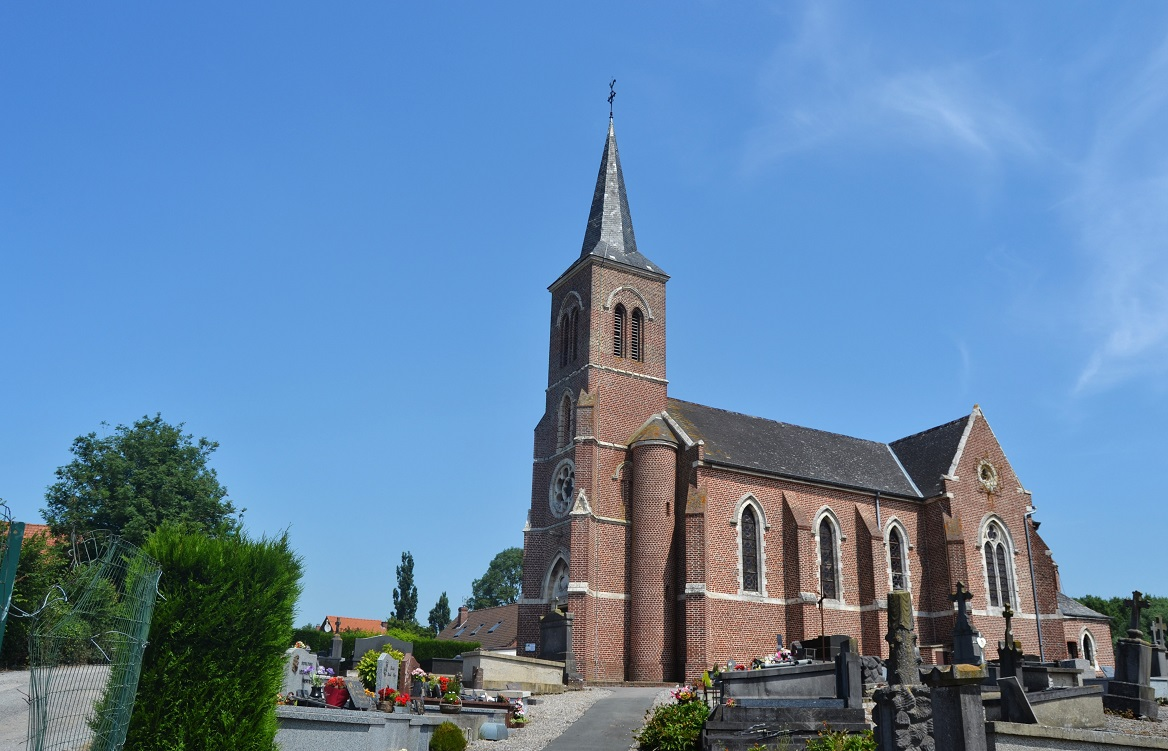
De Sint-Omaarskerk

- De Sint-Omaarskerk (Frans: église Saint-Omer).
- Op het Kerkhof van Wittes bevinden zich drie Britse oorlogsgraven uit de Tweede Wereldoorlog.

## Demografie
Onderstaande figuur toont het verloop van het inwonertal (bron: INSEE-tellingen).

## Verkeer en vervoer
Door Wittes loopt de weg van Sint-Omaars naar Aire-sur-la-Lys.